# Ionel Stancu
Ionel Stancu (n. 15 octombrie 1978

) este un deputat român, de etnie macedoneană, ales în 2012, 2020 și 2024 din partea minorităților naționale.